# Aram Yerganian
Aram Yerganian (en armenio:Արամ Երկանեան; 20 de mayo de 1900 — 2 de agosto de 1934) era un revolucionario armenio quién estuvo destinado al ajusticiamiento de Behaeddin Sakir y Fatali Khan Khoyski como un acto de venganza por actos cometidos durante el Genocidio Armenio y la masacre de armenios en Bakú respectivamente. Está considerado un Héroe Nacional Armenio.

## Juventud
Aram Yerganian nació en Erzurum el 20 de mayo de 1900. Fue el tercer hijo de Sarkis Yerganian y Mariam Soghoyan-Yerganian. Asistió a la escuela local de Erzurum.
Aram Yerganian, quién fue testigo directo del Genocidio Armenio, buscó refugio en el Cáucaso. En 1917 se enlistó en el destacamento de voluntarios y luchó bajo las órdenes del General Tró en la Batalla de Bash Abaran. Con una victoria sobre las fuerzas otomanas y el posterior establecimiento de la Primera República Democrática de Armenia en 1918, Aram Yerganian formó parte del cuerpo ejecutivo de la Federación Revolucionaria Armenia, hecho que fue decisivo para la planificación y puesta en marcha de la Operación Némesis, una operación encubierta destinada a ajusticiar a los responsables de la organización de las masacres contra armenios en Azerbaiyán y en el Imperio Otomano.

## Operación Némesis
Después que Armenia perdió su independencia ante los Bolcheviques, Aram Yerganian se dirigió a Tbilisi donde él y Misak Grigorian estuvieron a cargo de la misión para ajusticiar al ex Primer Ministro de la República Democrática de Azerbaiyán Fatali Khan Khoyski y al dirigente del partido Musavat Khan Mahmadov. El 19 de junio de 1920,  se reunieron en la actual Plaza de la Libertad de Tiflis mientras esperaban la señal de sus compañeros. Cuando Khoiski y Mahmadov estuvieron a menos de 100/150 metros, abrieron fuego inmediatamente sobre ellos. Khoiski Fue asesinado instantáneamente, pero Mahmadov, quién sólo fue herido, huyó.
Después de haber finalizado su tarea en Tiflis, Aram Yerganian se dirigió a Constantinopla donde intentó reclutar más vengadores para la operación.
Aram Yerganian y  Arshavir Shirakian tuvieron más tarde la tarea de ajusticiar a Cemal Azmi y Behaeddin Sakir quienes se encontraban en Berlín. El 17 de abril de 1922, Yerganian y Shirakian encontraron a Azmi y Sakir quienes estaban caminando junto a sus familias en Uhlandstraße. Shirakian logró matar solo a Azmi y herir a Sakir. Yerganian corrió inmediatamente después tras Sakir y lo ultimó con un disparo en  su cabeza.

## Sus últimos años
Luego de su acción en Alemania, Aram Yerganian viajó a Austria y luego a Bucarest, donde vivió hasta que se trasladó a Buenos Aires en 1927. En Buenos Aires Yerganian se desempeñó como editor del "Diario Armenia", diario de edición local.
En 1931 se casó con Zabel Baraghian y tuvo una hija.
Después de contraer tuberculosis, Aram Yerganian se trasladó a Córdoba donde falleció el 2 de agosto de 1934, a la edad de 34 años. Se encuentra enterrado en la sede de la filial local de la Federación Revolucionaria Armenia.